# Wierchnieje Kazaniszcze
Wierchnieje Kazaniszcze (ros. Верхнее Казанище) – wieś w Rosji, w Dagestanie, w rejonie bujnakskim. W 2021 liczyła 9048 mieszkańców, głównie Kumyków.